# گلبهار خاتون (همسر محمد دوم)
والده گلبهار سلطان، با نام کامل امینه گلبهار سلطان، (حدود ۱۴۳۲ – ۱۴۹۳) همسر یکی از بزرگترین پادشاه امپراتوری عثمانی یعنی سلطان محمد فاتح و والده خاتون، پسرش سلطان بایزید دوم بود. او اصالتی آلبانیایی داشت.(حدود ۱۴۳۲ – ۱۴۹۳)همسر یکی از بزرگترین پادشاه امپراتوری عثمانی یعنی سلطان محمد فاتح و والده سلطان ، پسرش سلطان بایزید دوم بود.                                                     گلبھار سلطان اولین زنی بود که لقب والده سلطان را کسب کرد اما مانند حفصه سلطان لقبش رسمی نبود.